# Bryce Cotton
Bryce Jiron Cotton (Tucson, 11 agosto 1992) è un cestista statunitense naturalizzato australiano, di ruolo playmaker e guardia, professionista in Europa, in Cina, nella NBA e nella NBA G League, attualmente impegnato nella BSN con i Mets de Guaynabo e nella NBL con gli Adelaide 36ers.

## Statistiche

### College
| Anno      | Squadra           | PG  | PT | MP   | TC%  | 3P%  | TL%  | RP  | AP  | PRP | SP  | PP   |
| --------- | ----------------- | --- | -- | ---- | ---- | ---- | ---- | --- | --- | --- | --- | ---- |
| 2010-2011 | Providence Friars | 31  | 1  | 15,3 | 38,7 | 25,9 | 78,4 | 1,5 | 0,5 | 0,7 | 0,0 | 4,0  |
| 2011-2012 | Providence Friars | 32  | 32 | 38,6 | 41,3 | 37,9 | 89,1 | 2,5 | 2,3 | 1,0 | 0,2 | 14,3 |
| 2012-2013 | Providence Friars | 32  | 31 | 37,8 | 43,7 | 36,4 | 79,8 | 3,6 | 2,9 | 0,9 | 0,1 | 19,7 |
| 2013-2014 | Providence Friars | 35  | 35 | 39,9 | 41,9 | 36,7 | 85,3 | 3,5 | 5,9 | 1,0 | 0,1 | 21,8 |
| Carriera  | Carriera          | 130 | 99 | 33,2 | 42,1 | 36,1 | 83,8 | 2,8 | 3,0 | 0,9 | 0,1 | 15,2 |

### NBA

#### Regular Season
| Anno      | Squadra           | PG | PT | MP   | TC%  | 3P%  | TL%  | RP  | AP  | PRP | SP  | PP  |
| --------- | ----------------- | -- | -- | ---- | ---- | ---- | ---- | --- | --- | --- | --- | --- |
| 2014-2015 | Utah Jazz         | 15 | 0  | 10,6 | 42,0 | 35,0 | 83,3 | 1,2 | 1,0 | 0,3 | 0,0 | 5,3 |
| 2015-2016 | Phoenix Suns      | 3  | 0  | 11,0 | 25,0 | 0,0  | -    | 0,0 | 1,0 | 1,0 | 0,0 | 1,3 |
| 2015-2016 | Memphis Grizzlies | 5  | 0  | 1,2  | 100  | -    | -    | 0,0 | 0,0 | 0,0 | 0,0 | 0,8 |
| Carriera  | Carriera          | 23 | 0  | 8,6  | 41,8 | 30,4 | 83,3 | 0,8 | 0,8 | 0,3 | 0,0 | 3,8 |

### G League
| Anno      | Squadra      | PG | PT | MP   | TC%  | 3P%  | TL%  | RP  | AP  | PRP | SP  | PP   |
| --------- | ------------ | -- | -- | ---- | ---- | ---- | ---- | --- | --- | --- | --- | ---- |
| 2014-2015 | Austin Spurs | 34 | 34 | 40,3 | 47,0 | 44,3 | 90,0 | 4,7 | 4,6 | 1,3 | 0,1 | 22,4 |
| 2015-2016 | Austin Spurs | 6  | 6  | 32,9 | 52,1 | 48,4 | 93,1 | 3,3 | 4,0 | 1,2 | 0,2 | 19,3 |
| Carriera  | Carriera     | 40 | 40 | 39,2 | 47,6 | 44,9 | 90,5 | 4,5 | 4,6 | 1,3 | 0,2 | 22,0 |

## Palmarès

### Squadra
- Campionato australiano: 3

Perth Wildcats: 2016-17, 2018-19, 2019-20

### Individuale
- MVP campionato australiano 2020
- All-NBDL Second Team (2015)
- All-NBDL All-Rookie First Team (2015)
- All-NBDL All-Rookie First Team (2015)